# Melinaea romani
Melinaea romani är en fjärilsart som beskrevs av Felix Bryk 1937. Melinaea romani ingår i släktet Melinaea och familjen praktfjärilar. Inga underarter finns listade i Catalogue of Life.